# Martin Achter
Martin Achter (*  28. Oktober 1905 in Walchshofen; † 24. Dezember 1995 in Augsburg) war ein katholischer Priester und Prälat.

## Leben
Martin Achter stammte aus einer alteingesessenen, tiefgläubigen Bauernfamilie in Walchshofen. Nach vier Schuljahren an der einklassigen Volksschule in Walchshofen trat er 1914 in das Bischöfliche Knabenseminar der Diözese Augsburg in Dillingen über. 1924 legte er am Gymnasium in Dillingen die Reifeprüfung ab, studierte im Anschluss drei Semester Philosophie an der Universität München und kehrte im Herbst 1925 nach Dillingen zurück, wo er Theologie an der Hochschule studierte. In München war er bereits 1924 der katholischen Studentenverbindung W.K.St.V. Unitas München beigetreten. Am 14. Juli 1929 empfing er mit päpstlicher Genehmigung im Alter von 23 Jahren durch Weihbischof Karl Reth die Priesterweihe. 
Martin Achter war von 1934 bis 1944 Pfarrer von Dürrwangen. Er war Generalvikar unter Bischof Josef Stimpfle und spätestens seit 1984 Bischofsvikar des Bistums Augsburg.

## Ehrenämter
Ab Oktober 1976 gehörte er der Vorstandsschaft des Vereins für Augsburger Bistumsgeschichte an.

## Auszeichnungen
- Ehrenbürger des Geburtsortes Walchshofen, verliehen am 25. Juli 1954
- 1959: Ernennung zum Monsignore
- 1966: Päpstlicher Hausprälat
- 1970: Bayerischer Verdienstorden
- 1973: Apostolischer Protonotar
- Ehrenbürger des Marktes Dürrwangen